# Eiskunstlauf-Europameisterschaften 1939
Die 38. Eiskunstlauf-Europameisterschaften fanden 1939 an -einmalig- drei verschiedenen Austragungsorten statt. Die Herrenmeisterschaft wurde vom 27. bis 29. Januar in Davos, diese der Damen vom 23. bis 24. Januar in London und die Disziplin für Paare am 4. Februar im polnischen Zakopane ausgetragen.

## Ergebnis

### Herren
| Platz | Sportler          | Land                   |
| ----- | ----------------- | ---------------------- |
| 1     | Graham Sharp      | Vereinigtes Königreich |
| 2     | Freddie Tomlins   | Vereinigtes Königreich |
| 3     | Horst Faber       | Deutsches Reich        |
| 4     | Edi Rada1         | Deutsches Reich        |
| 5     | Hans Gerschwiler  | Schweiz                |
| 6     | Bo Mothander      | Schweden               |
| 7     | Emil Ratzenhofer1 | Deutsches Reich        |
| 8     | Franz Loichinger  | Deutsches Reich        |
| 9     | Hellmut May1      | Deutsches Reich        |
| 10    | Per Cock-Clausen  | Dänemark               |
| 11    | Tony Austin       | Vereinigtes Königreich |
| 12    | Ian Currie        | Vereinigtes Königreich |

### Damen
| Platz | Sportlerin         | Land                   |
| ----- | ------------------ | ---------------------- |
| 1     | Cecilia Colledge   | Vereinigtes Königreich |
| 2     | Megan Taylor       | Vereinigtes Königreich |
| 3     | Daphne Walker      | Vereinigtes Königreich |
| 4     | Hanne Niernberger1 | Deutsches Reich        |
| 5     | Emmy Putzinger1    | Deutsches Reich        |
| 6     | Angela Anderes     | Schweiz                |
| 7     | Eva Nyklová        | Tschechoslowakei       |
| 8     | Gladys Jagger      | Vereinigtes Königreich |
| 9     | Martha Musilek1    | Deutsches Reich        |
| 10    | Anne Marie Saether | Norwegen               |
| 11    | Britta Råhlén      | Schweden               |
| 12    | Eva Katzová        | Tschechoslowakei       |

### Paare
| Platz | Sportler                              | Land            |
| ----- | ------------------------------------- | --------------- |
| 1     | Maxi Herber / Ernst Baier             | Deutsches Reich |
| 2     | Ilse Pausin1 / Erik Pausin1           | Deutsches Reich |
| 3     | Inge Koch / Günther Noack             | Deutsches Reich |
| 4     | Erika Bass / Béla Barcza              | Ungarn          |
| 5     | Stephanie Kalusz / Erwin Kalusz       | Polen           |
| 6     | Gisa Graetz / Otto Weiß               | Deutsches Reich |
| 7     | Silva Palme / Paul Schwab             | Jugoslawien     |
| 8     | Trude Heuchert / Guber Heuchert       | Rumänien        |
| 9     | Ileana Moldovan / Alfred Eisenbeisser | Rumänien        |

1 Athleten aus Österreich, die nach dem Anschluss (März 1938), bei der Europameisterschaft 1939 für das Deutsche Reich auftraten.
Der dreifache deutsche Erfolg in der Kategorie der Paare 1939 stellt die bislang einzige Instanz dar, wo Athleten eines vereinigten Deutschlands alle drei Plätze auf dem Siegerpodest einer Eiskunstlauf-Europameisterschaft belegten. Auch 1961 gewannen Deutsche Eiskunstläufer alle drei Medaillen (erneut im Wettbewerb der Paare), jedoch gingen damals Gold und Silber an die Bundesrepublik, Bronze an die DDR.